# Вулиця Михайла Грушевського (Маріуполь)
Ву́лиця Миха́йла Груше́вського — вулиця у Центральному районі міста Маріуполя, житловий масив 23-й мікрорайон. Пролягає від вулиць Гранітної до бульвару Шевченка.
Прилучається вулиця Пилипа Орлика.
На відтинку від бульвару Шевченка до вулиці Пилипа Орлика розділена алеєю.

## Історія
Вулиця виникла в середині 80-х років XX століття під назвою 60-річчя СРСР під час будівництва житлового масиву 23-й мікрорайон. Сучасна назва на честь українського історика, громадського та політичного діяча Михайла Грушевського — з 2016 року в рамках декомунізації.

## Установи та заклади
- Продуктові супермаркети мережі «АТБ» та «Щирий кум»;
- Кафе «Пектораль»;
- Ринок 23-го МКР, автобазар;
- Відділення «Ощадбанку».